# Правопис
Правопис или ортографија (грч.  — „исправно” и  — „писмо”), скуп је општих, важећих правила писања неког језика. Писање уз непоштовање неког од тих правила се назива правописном грешком.
Код правописа у писмима заснованим на абецеди/азбуци, разликују се два различита концепта:
- фонолошки, који тежи једноставној вези између гласова и ријечи, и
- морфонолошки, који се заснива на граматичким или језичко-историјским етимолошким зависностима између ријечи или њихових деклинација, конјугација или компарација.

У групу језика чији се правопис заснива на фонолошком концепту спадају бугарски, фински, италијански, руски, српски, шпански и турски језик. Нормирање српског језика врши се кроз Правопис српскога језика.
Екстремни примјер морфонолошке ортографије са јаким етимолошким акцентом представља енглески језик. У енглеском језику нпр, једна комбинација слова (нпр. ough), може се изговарати на четири или више различитих начина. Обратно важи исто, одређени глас или гласни низ, може се писати на више начина, зависно од тога, у којој ријечи се појављује.

## Правописна начела
Правописи се уређују према разним начелима. Та се начела односе на различите делове писане праксе: једна одлучују о интерпункцији, друга о великим и малим словима, трећа о растављеном и састављеном писању речи, четврта о писању изговараних гласова, и још нека. Најзанимљивија су и најважнија она четврта, а према њима се онда и класификују правописи појединих језика. Правописи конкретних језика готово никада нису уређени по само једноме такву начелу, али једно увек превладава и онда поједини правопис називамо по томе темељном начелу. Тако нпр. на словенскоме југу у словеначком и бугарском језику превладава морфонолошко начело, па њихове правописе називамо морфонолошкима, а у српском (хрватском, босанско-бошњачком, црногорском) и македонском превладава фонолошко начело, па су њихови одговарајући правописи фонолошки. Стога ћемо приказати разна правописна начела:

## Фонетско начело
Прво је начело фонетско. По њему би требало писати објективно постојеће стварне, физичке гласове које изговарамо. Тако би се нпр. у српскоме морао посебним словима писати глас н какав је у састанак (то је наш најчешћи најобичнији н, какав је нпр. у дан, данас, ноћ), други глас н у генитиву састанка (такав н имају Енглези, пишу га двословом нг, што најчешће није н + г), трећи глас у састанчити (такав н имају индијски језици), четврти у анђео, он је (такав н имају Руси). Откако се у човечанству пише, није било правописа у којем би превладавало фонетско начело, нешто јаче било је заступљено у санскритскоме правопису, али писање су у томе језику увели учени људи тек када је он већ био мртав као у Европи латински, па није било народа који би се могао бунити.

## Фонолошко начело
Док се у науци није разликовала фонетика од фонологије, правописе уређене према фонолошкоме начелу звали су фонетскима, а многи их лаици и данас тако зову. Фонологија се не бави људским гласовима као физичким појавама, него гласовима како се одражавају у свести просечнога говорника одређеног језика, па су онда за нас сви горенаведени физички различити гласови типа н једноставно глас н. Тако схваћен глас зове се фонем и пише се у косим заградама (нпр. фонем /н/). Према фонолошкоме начелу пишу се исти фонеми увек једнако. Тако ми према фонолошкоме правопису пишемо врапца иако је номинатив врабац, јер је глас п у врапца за нашу свест (а овај пут и физички) савршено једнак као п у хропца према номинативу хропац. Српски је правопис фонолошки, иако у њему има и примеса неких других начела, о чему после.

## Морфонолошко начело
Треће се начело назива морфонолошким (или ређе и дуже морфофонолошким). Према томе начелу не означују се у писму фонеми који се стварно изговарају, него се задржавају словни знаци за фонеме у основноме облику. Ако је основни облик номинатив врабац, онда по томе начелу и у генитиву треба бити врабца. Морфонолошко су начело у старијој филологији звали етимолошким (коренским), а многи га и данас тако зову, једни из незнања, други свесно ради дифамације оних који се с њима не слажу. Но то је потпуно другачије, следеће начело.

## Етимолошко (коренско) начело
Следеће, четврто начело, јест етимолошко (коренско). Ни оно, као ни фонетско, није до сада превладавало ни у чијем правопису. У морфонолошкоме правопису знамо да је б у врабца према врабац, т у сватба према сватови, д у сладка према сладак, и слично. Етимолошка је примеса у рускоме правопису писање наставака —ого, —его (наше —ога, —ега), иако је изговору в умјесто г, а за писање г умјесто в нема у савременом рускоме никаква разлога. Према строго етимолошком начелу ми бисмо писали дхор уместо твор.

## Историјско начело
Руско писање —ого, —его уместо —ово, —ево може се објаснити не само етимолошким него и петим начелом, историјским. А понекад је тешко разликовати и морфонолошко начело од историјскога. Тако би се, да останемо на рускоме, познато руско занемаривање акања на писму могло објаснити у неким случајевима морфонолошки (нпр. писање вода уместо изговорнога вада због акузатива воду), али ипак претеже историјско начело, јер оно објашњава и оне случајеве где нема морфонолошке подршке, па за писање поток уместо изговорнога паток нема критеријума доступнога просечноме човеку. Добре примере за примену историјскога начела нуди француски правопис — у њему се и данас веома често пише како се некада давно изговарало, Тако се за „100” пише цент, а данас изговара са (а = носни а).

## Арбитрарни прописи
Шесто начело није у правом смислу начело — ради се о арбитрарним прописима у неким правописима, Тако се у шпанскоме вокал i у речима увек пише i али када је сам (тада служи као везник), пише се слово u, које иначе представља глас /ј/. У рускоме правопису до 1918. писао се вокал и латиничким словом и испред вокала и испред рускога слова за глас ј, а у свим осталим случајевима нормалним ћириличким словом и (уз једну изнимку, о којој после).

## Идеографско начело
Последње, седмо начело, идеографско, веома је ретко заступано у постојећим правописима. Оно се понекад примењује када се без икаквог темеља, какви постоје у свим до сада обрађеним начелима, одређује неки начин писања искључиво према значењу у иначе потпуно једнаког изговору, Тако се руска реч изговарана м’ир писала ћириличким словом и у значењу ‘мир’, а латиничким словом и у значењу ‘свет’. То је већ споменути изузетак.
Изнесених седам начела обухватају сву правописну проблематику што се тиче представљања изговора словима. Али та се тема не исцрпљује правописом (ортографијом), ту одлучује и словопис (графија) појединога језика.